# Sattelberg (Papua-Neuguinea)
Der Sattelberg (englisch Saddle Mountain) ist ein 896 m hoher Berg in Papua-Neuguinea, Provinz Morobe auf der Insel Neuguinea nordwestlich von Finschhafen, mit einer evangelischen Missionsstation.
Von 1885 bis 1914 gehörte der Sattelberg zur Kolonie Deutsch-Neuguinea. Der deutsche Missionar Johann Flierl baute 1892 am Sattelberg eine Missionsstation der  Neuendettelsauer Mission auf. Auf dem gewaltigen, fast immer mit Wolken verhüllten Berg erinnert heute eine Kirche daran, dass am Sattelberg die evangelische Missionsgeschichte von Papua-Neuguinea begann.

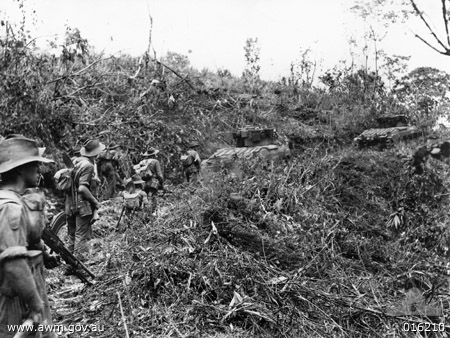
Australische Truppen beginnen den Angriff auf die japanischen Stellungen auf dem Sattelberg

1914 wurde Deutsch-Neuguinea von australischen Truppen besetzt und nach dem Krieg als Mandat des Völkerbundes von Australien verwaltet. Im Zweiten Weltkrieg war der Sattelberg Schauplatz heftiger militärischer Auseinandersetzungen zwischen japanischen und australischen Truppen.
Japan hatte am 10. März 1942 das Gebiet um Finschhafen und den Sattelberg besetzt. Im September 1943 begann die Zurückeroberung Neuguineas durch die Australier. Nach der Landung  der 9. Australischen Division am 22. September 1943 bei Finschhafen, hatte sich der Hauptteil der japanischen Garnison, 4000 Männer, auf den Sattelberg zurückgezogen, der Finschhafen und die Umgebung beherrschte. Am 16. Oktober 1943 unternahmen die Japaner zu Land und zur See einen koordinierten Gegenangriff. Die Australier erhielten Ende Oktober 1943 Verstärkung und konnten am 7. November 1943 wieder in die Offensive gehen. Nach einem Monat schwieriger Kämpfe gelang es der australischen Armee am 25. November 1943, den Sattelberg einzunehmen.